# Lovilec IMSI
IMSI lovilec ali lažna bazna postaja je prenosna naprava za pritajeni nadzor mobilnih telefonov, s katero je mogoče pridobiti identifikacijske podatke od mobilnih telefonov v njeni bližini, ugotoviti točno lokacijo določenega telefona, s kom se uporabnik telefona sestaja, kdo vse je v njihovi družbi ali celo kateri mobilni aparati so na določenih protestih. 
Uporaba teh naprav je sporna in je v slovenskem pravnem redu nedorečena, saj tehnični nadzor nad njimi ni mogoč. V mnogih drugih državah so IMSI-lovilci deponirani in so v posesti sodišč, zato da jih policija brez sodnih odredb ne bi mogla poljubno vklopiti. V Nemčiji pa so njihovo uporabo omejili na točno določeno področje, recimo nadzor protiterorističnih skupin.

### Nekaj osnov
IMSI številka (angl. International Mobile Subscriber Identity) je unikatna in je glavni identifikator uporabnika v mobilnem omrežju. Zapisana je na SIM kartici.
TMSI številka (angl. Temporary Mobile Subscriber Identity) je začasna ID številka, ki jo omrežje uporabniku dodeli, da bi njegovo identiteto zaščitilo pred zunanjimi opazovalci.
Telefonska številka (MSISDN- Mobile Station International Subscriber Directory Number) je shranjena pri operaterju.
IMEI številka (angl. International Mobile Station Equipment Identity) je serijska številka mobilnega telefona. Iz nje je mogoče ugotoviti tudi proizvajalca in model telefona.
Vsaka bazna postaja oddaja in sprejema na več frekvencah (komunikacijskih kanalih) : nekateri so kontrolni drugi pa podatkovni. Kontrolni so namenjeni prijavi telefona v omrežje, prehodu telefona med baznimi postajami in iskanju telefona. Podatkovni so namenjeni prenosu pogovora in podatkov/sporočil. Bazne postaje oziroma celice so združene v večja logična območja – lokacijska območja. Vse bazne postaje v enem lokacijskem območju so pod nadzorom iste kontrolne opreme, zato lahko uporabnik med njimi zelo enostavno in hitro prehaja.
Ko se mobilni telefon vklopi, samodejno preveri, katere bazne postaje so mu dosegljive. Pri prijavi v omrežje mobilni telefon omrežju posreduje svoje identifikacijske podatke (IMEI in IMSI številko), nakar preide v stanje pripravljenosti. Omrežje mu ob prijavi dodeli TMSI številko.
Nato telefon svoje aktivnosti minimizira, a redno spremlja jakost signala svoje in okoliških baznih postaj. Vsake toliko časa omrežju javi, da je še prisoten. Omrežju se javi šele, če ugotovi, da je prešel v drugo lokacijsko območje, vendar se mu preko SDCCH javi s svojo TMSI številko.

#### Kako deluje IMSI lovilec
Lovilec IMSI številk se najprej lažno predstavi kot bazna postaja enega od operaterjev. Nato se  lovilec mobilnim telefonom zlaže o svoji lokaciji (sporoči lažno lokacijsko kodo). Telefon se mu sedaj javi, vendar s svojo TMSI številko. Lovilec IMSI številk zato telefonu lažno sporoči, da je njegov TMSI potekel ter od njega zahteva ponovno avtentikacijo. Mobilni telefon sedaj lovilcu sporoči svoj IMSI in nato tudi IMEI številko. Lovilec nato telefonu javi, da ga ne more sprejeti in ga vrne nazaj k pravemu operaterju. Policija v bližini tarče izvede meritev in pridobi vse IMSI številke na območju prisotnih telefonov. Policija meritev ponovi na drugem kraju in tam pridobi nov seznam IMS številk. S presekom teh meritev nato identificira IMSi številko, ki pripada telefonu osumljenca.
S pomočjo lovilca je mogoče ugotoviti točno lokacijo mobilnega telefona. Mobilnemu telefonu lahko lovilec ponudi omrežno povezljivost in izvede MITM napad. Lahko sproži klice in pošilja SMS sporočila mimo omrežja.  Lovilec lahko mobilni telefon izolira od njegovega omrežja. Lovilec lahko telefon do ponovnega zagona onesposobi ali pa mu hitro izprazni baterijo. S pomočjo tihega klica je mogoče na daljavo vklopiti mikrofon telefona in tako telefon spremeniti v prisluškovalno napravo. S pomočjo napada na radijski procesor telefona lahko lovilec nanj namesti zlonamerno kodo. 

#### Zgodovina
Neuradno naj bi prvi lovilec IMSi številk (GA 900, Rohde&Schwarz) leta 1999 pred obiskom ameriškega predsednika Billa Clintona, kupila Sova.
Leta 2004 je policija od nemškega podjetja Syborg Informationsysteme (zdaj je v lasti ameriškega podjetja Verint System), kupila lovilec GI2 – GMS Identity Interrogator, to napravo je leta 2006 nadgradila.